# Сідмен (Пенсільванія)
Сідмен (англ. Sidman) — переписна місцевість (CDP) в США, в окрузі Кембрія штату Пенсільванія. Населення — 444 особи (2020).

## Географія
Сідмен розташований за координатами 40°19′25″ пн. ш. 78°45′8″ зх. д. / 40.32361° пн. ш. 78.75222° зх. д. (40.323540, -78.752328).  За даними Бюро перепису населення США в 2010 році переписна місцевість мала площу 2,57 км², уся площа — суходіл.

## Демографія
Згідно з переписом 2010 року, у переписній місцевості мешкала 431 особа в 188 домогосподарствах у складі 125 родин. Густота населення становила 168 осіб/км².  Було 206 помешкань (80/км²).
Расовий склад населення:
| - 99,8 % — білих - 0,2 % — вихідців з тихоокеанських островів |

До двох чи більше рас належало 0,0 %. Частка іспаномовних становила 0,0 % від усіх жителів.
За віковим діапазоном населення розподілялося таким чином: 17,4 % — особи молодші 18 років, 58,9 % — особи у віці 18—64 років, 23,7 % — особи у віці 65 років та старші. Медіана віку мешканця становила 47,5 року. На 100 осіб жіночої статі у переписній місцевості припадало 86,6 чоловіків;  на 100 жінок у віці від 18 років та старших — 88,4 чоловіків також старших 18 років.
Середній дохід на одне домашнє господарство  становив 63 423 долари США (медіана — 70 536), а середній дохід на одну сім'ю — 77 813 долари (медіана — 72 179). За межею бідності перебувало 3,1 % осіб, у тому числі 0,0 % дітей у віці до 18 років та 0,0 % осіб у віці 65 років та старших.
Цивільне працевлаштоване населення становило 248 осіб. Основні галузі зайнятості: роздрібна торгівля — 25,0 %, освіта, охорона здоров'я та соціальна допомога — 23,8 %, мистецтво, розваги та відпочинок — 20,2 %, фінанси, страхування та нерухомість — 18,5 %.